# Harald Helfgott
Harald Andrés Helfgott Seier (Lima, 25 de novembre de 1977) és un matemàtic peruà. La seva principal àrea de recerca és la relacionada amb la teoria de nombres. El 2015 va publicar dos treballs que demostren la conjectura feble de Goldbach, després de 271 anys de la seva formulació.
Va néixer el 1977 a Lima, Perú. És fill de Michel Helfgott, docent de la Universitat Nacional Major de Sant Marcos i de la Universitat Estatal de Nova York, i d'Edith Seier, estadística que va treballar en aquesta universitat peruana i també en l'INE (actual INEI). El juliol de 2017 va ser escollit membre del Patronat d'Honor de l'Associació Mundial d'Esperanto.